# Староселье (Козельский район)
Старосе́лье — деревня в Козельском районе Калужской области. Входит в состав сельского поселения «Деревня Лавровск».

## География
Расположено примерно в 9 км к западу от города Козельск, административного центра района.

## Население
| 2002 | 2010 |
| ---- | ---- |
| 4    | ↘2   |

На 2010 год население составляло 2 человека.

## Улицы
В деревне имеется одна улица: Зелёная.